# Мігель Палмер
Мігель Палмер (ісп. Miguel Palmer, при народженні Мігель Анхель Паломера Гонсалі, ісп. Miguel Ángel Palomera Gonzali; 1 листопада 1942, Вільяермоса, Табаско — 18 жовтня 2021, Мехіко) — мексиканський актор театру, кіно та телебачення.

## Життєпис
Народився 1 листопада 1942 року у місті Вільяермоса, столиці штату Табаско, в родині Анхеля Паломери та Віоли Гонсалі, де окрім нього були ще двоє старших дітей. У 17-річному віці взяв участь у записі радіоновели «La bestia» на радіостанції XEVT в Табаско. За наполяганням батьків переїхав до Мехіко та почав вивчати медицину. По смерті батька вирішив відмовитися від медицини та повністю присвятити себе акторській кар'єрі. Перший успіх принесли театральні роботи. Одночасно в нього були невеликі ролі у кіно та у радіоновелах на Radio Cadena National. Популярність прийшла з ролями у теленовелах «Вівіана» (1978) та «Багаті теж плачуть» (1979), де вІн виконував роль Дієго Авіли, коханця мачухи головної героїні, але пізніше через участь в акторському страйку був замінений Фернандо Луханом. 1982 року втілив образ мексиканського політика Андреса Кінтани-Роо в історичному серіалі «Леона Вікаріо». 1983 року отримав премію TVyNovelas у категорії Найкращий лиходій за роль Пабло у теленовелі «На кінці веселки». 1984 року був номінований на премію TVyNovelas у категорії Найкращий актор за головну роль у теленовелі «Весілля ненависті», де зіграв спільно з Крістіан Бах.
Вперше одружився у 17-річному віці з жінкою-лікаркою, шлюб завершився розлученням. Потім протягом 8 років перебував у стосунках з акторкою та співачкою Майте Кароль, у пари народилася дочка Валерія Палмер, яка також стала акторкою. Вдруге одружився з Лінн Касо, їхня єдина дитина померла через місяць після народження. Цей шлюб також завершився розлученням. Пізніше протягом 25-ти років перебував у стосунках з аргентинською акторкою та танцівницею Кармен Монге, у пари народився син Мігель Анхель, який обрав спортивну кар'єру. Потім перебував у стосунках з акторкою Едіт Клейман.
Мігель Палмер помер 18 жовтня 2021 року у Мехіко в 78-річному віці від інфаркту.

## Вибрана фільмографія
| Рік       |   | Українська назва                 | Оригінальна назва            | Роль                |
| --------- | - | -------------------------------- | ---------------------------- | ------------------- |
| 1976      | с | Паралельні світи                 | Mundos opuestos              | Маріо де ла Мора    |
| 1977      | с | Ріна                             | Rina                         | ліценціат Каррільйо |
| 1978      | с | Вівіана                          | Viviana                      | Хайме Ордоньєс      |
| 1979      | с | Багаті теж плачуть               | Los ricos también lloran     | Дієго Авіла #1      |
| 1980      | с | Життя в червоному                | Al rojo vivo                 | Альфредо Альварес   |
| 1982      | с | В кінці веселки                  | Al final del arco iris       | Пабло               |
| 1982      | с | Леона Вікаріо                    | Leona Vicario                | Андрес Кінтана-Роо  |
| 1983      | с | Прокляття                        | El maleficio                 | Армандо Рамос       |
| 1983—1984 | с | Весілля ненависті                | Bodas de odio                | Алехандро Альмонте  |
| 1987      | с | Проклята спадщина                | Herencia maldita             | Армандо Рохас       |
| 1990—2006 | с | Жінка, випадки з реального життя | Muner, casos de la vida real | різні персонажі     |
| 1991      | с | Чудо і магія                     | Milagro y magia              | Роберто             |
| 1994      | с | Марімар                          | Marimar                      | Густаво Альдама     |
| 2000      | с | Подруги і суперниці              | Amigas y rivales             | Альберто Вальтьєрра |
| 2011      | с | Подвійне життя                   | Dos hogares                  | Ернан Кольменарес   |
| 2013      | с | Роза Гвадалупе                   | La Rosa de Guadalupe         | Роман               |
| 2016      | с | Як то кажуть                     | Como dice el dicho           | Роке                |

## Нагороди та номінації
TVyNovelas
- 1983 — Найкращий лиходій (В кінці веселки).
- 1984 — Номінація на найкращого актора (Весілля ненависті).